# Реметалк II (цар Боспору)
Тиберій Юлій Реметалк II (*Τιβέριος Ἰούλιος Ῥησκούπορις Β' , д/н — 227/228) — цар Боспору й тавроскіфів в 226—228 роках. Стосовно імені та нумерації цього володаря існують суперечності: його батька низка дослідників індентифікують як Рескупоріда II, а Реметлака II розглядають як Рескупоріда III. Це пов'язано з численними монетами того часу, що були значно пошкоджено. Нумізматичні написи є основним джерелом щодо діяльності цього царя.

## Життєпис
Походив з династії Тиберіїв Юліїв. Син царя Рескупоріда III. Дата народження невідома. У 225 або 226 році з метою закріплення влади за своїми спадкоємцями Рескупорід III зробив Реметалка своїм співволодарем. 
Реметалк II був номінальним царем Боспору до 227 або 228 року, коли разом з батьком раптово помер. Можливо, це відбулося внаслідок якоїсь епідемії, або (більш ймовірно) в результаті змови на чолі із молодшим братом (або стрийком) Котісом, який не бажав бути позбавленим влади. В підсумку Котіс III став новим володарем Боспору і Тавріки.